# Abdourahamane Tchiani
Abdourahamane Tchiani (tiếng Ả Rập: عبد الرحمن تشياني) là chuẩn tướng, chỉ huy của lực lượng bảo vệ tổng thống Niger. Ông đóng vai trò trong cuộc đảo chính Niger 2023 bằng cách bắt giam tổng thống Mohamed Bazoum. Sau đảo chính, ông tự xưng là chủ tịch Hội đồng quốc gia bảo vệ Tổ quốc Niger vào ngày 26 tháng 7 năm 2023.